# Michael McKee
Pour les articles homonymes, voir McKee.
Michael George McKee est un avocat et un homme politique canadien.

## Biographie
Michael George McKee (connu comme "Mike") est né le 22 mars 1940 à Bouctouche, au Nouveau-Brunswick. Son père est John Killeen McKee et sa mère est Juliette Michaud. Il fait ses études primaires et secondaires à Bouctouche. Il étudie ensuite à l'Université St. Thomas de Chatham, au Séminaire du Sacré-Cœur de Halifax, où il obtient un baccalauréat en théologie, puis à l'Université du Nouveau-Brunswick, où il obtient un baccalauréat en droit. Son épouse se nomme Winnifred Anne Shaw.
Il est député de Moncton-Nord à l'Assemblée législative du Nouveau-Brunswick de 1974 à 1992 en tant que libéral. Il est ministre du Travail et ministre chargé du Multiculturalisme de 1987 à 1991.
En 1992 il démissionne son siège à l'Assemblée législative, et il est nommé juge de la Cour provinciale du Nouveau-Brunswick jusqu'à 2015.
Il est l'un de trois générations de membres libéraux de l'assemblée législative du Nouveau-Brunswick. Son père John Killeen McKee était membre de 1940 à 1952, et son fils Rob McKee est membre dès 2018.
Il est membre du Club de l'est pour les garçons et les filles, du Centre familial St. Patrick, de la Société John Howard, de la Société Elizabeth Fry, en plus d'être entraîneur au hockey mineur.